# Edwardsburg
Edwardsburg is een plaats (village) in de Amerikaanse staat Michigan, en valt bestuurlijk gezien onder Cass County.

## Demografie
Bij de volkstelling in 2000 werd het aantal inwoners vastgesteld op 1147.
In 2006 is het aantal inwoners door het United States Census Bureau geschat op 1096, een daling van 51 (-4.4%).

## Geografie
Volgens het United States Census Bureau beslaat de plaats een oppervlakte van
2,6 km², waarvan 2,4 km² land en 0,2 km² water. Edwardsburg ligt op ongeveer 254 m boven zeeniveau.

## Plaatsen in de nabije omgeving
De onderstaande figuur toont nabijgelegen plaatsen in een straal van 16 km rond Edwardsburg.